# Marquette King
Marquette King, Jr. (nacido el 26 de octubre de 1988) es un jugador profesional de fútbol americano estadounidense que juega en la posición de punter y actualmente milita en los St.Louis Battlehawks en la XFL .

## Biografía
King asistió a Fort Valley State, donde jugó originalmente para los Wildcats como wide receiver. Sin embargo, en su año júnior, su nuevo entrenador lo cambió a la posición de punter. En su año sénior, fue nombrado Primer Equipo de la Conferencia y MVP de su equipo.

## Carrera

### Oakland Raiders
Tras no haber sido seleccionado en el draft de 2012, los Oakland Raiders lo firmaron por dos años en reemplazo del veterano Shane Lechler. No jugó en 2012 pero en 2013, con la salida de Lechler a los Houston Texans, King tendría que jugarse la titularidad con otro veterano; Chris Kluwe. Sin embargo, debido a la lesión sufrida por Kluwe en la pretemporada, King fue nombrado el punter titular.
El 29 de febrero de 2016, King renovó su contrato cinco años a razón de $16.5 millones.

### Denver Broncos
El 5 de abril de 2018, King firmó un contrato de tres años con los Denver Broncos por valor de $7 millones.